# Mortensrud (metrostation)
Mortensrud is een metrostation in de Noorse hoofdstad Oslo. Het station werd geopend op 24 november 1997 en wordt bediend door van de metro van Oslo.